# 安井邦彥
安井邦彥（日语：／ Yasui Kunihiko，1960年12月12日—），日本男演員、配音員、旁白。出身於愛知縣名古屋市。身高176cm。A型血。

## 簡歷
日本大學藝術學院畢業。
以前經歷81 Produce。

## 人物
興趣：攝影、騎車、聽音樂、步行。特長：劍道、吉他。
為人熟知的角色是SNK和SNK Playmore格鬥遊戲《格鬥天王》的八神庵。經常與飾演八神庵勁敵草薙京的野中政宏一起出現在同名系列遊戲相關的活動中，私下關係也很好。
在《龍之子VS. CAPCOM 英雄交鋒世代》中，他替已於2006年去世的曾我部和恭飾演來自《破裏拳旋風俠》的波利瑪。
在舞台演出方面，曾客串Lilliput-Army II等舞台劇。

## 演出
粗體字表示主要角色。

### 電視動畫
1990年
- 神探加傑特（加傑特檢察官）

1994年
- 卡拉OK戰士麥克次郎（日语：カラオケ戦士マイク次郎）（甘斯）
- 銀河戰國群雄傳（戰術情報官、雷達手）
- 奪寶奇謀

1995年
- 咕嚕咕嚕魔法陣 (1994年版)（村民、主持人）
- 超時空要塞7（醫師）
- 小紅豆（1995年—1998年，野山梓的父親〈野山正〉）3系列[系列 1]
- 愛天使傳說（新郎）
- （黨羽、悠閒村民 等）
- 宇宙小毛球（錢庫雷庫雷）

1996年
- 企鵝掌門人（日语：バケツでごはん）（理查、賽捷）
- 機動新世紀鋼彈X（魯克斯・海諾瑪克）
- 超者萊汀（日语：超者ライディーン）（機動隊員）
- 機動戰艦撫子號（1996年—1997年，總司令官、草壁春樹）
- 無家可歸的孩子蕾米（船長）
- 魔法少女砂沙美（敏八）

1997年
- 爆笑吸血鬼'99（龍）
- 蠟筆小新（工作人員）

1998年
- 異次元的世界（山蘿蔔）
- 星方武俠Outlaw Star（日语：星方武侠アウトロースター）（松巴）
- 炸彈人 彈珠人爆外傳（1998年—1999年，希盧、德拉肯、里奇邦、惡魔投手[7]、螢幕實況）2系列[系列 2]
- 槍神Trigun（迪克）
- 頭文字D（弘道）
- 庫洛魔法使
- 餓沙羅鬼（1998年—1999年，速川保）
- 鋼鐵新世紀（日语：鉄コミュニケイション）（遙的父親）
- 泡泡糖危機2040（凱恩、比爾 等）
- 名偵探柯南（1998年—2021年，賢二、白川紀之、道場宣和、井上、寅倉岸治、馬山峰人、江之島章）

1999年
- 星方天使（烏諾）
- 快感指令（日语：快感・フレーズ）（雪村愛音的父親、導演）
- 機獸新世紀ZOIDS（1999年—2000年，里昂）

2000年
- 爆裂戰士戰藍寶（格蘭龍馬）
- 狂野歷險 Twilight Venom（日语：ワイルドアームズ トワイライトヴェノム）（賞金獵人A）
- 夢幻天女（妖子的父親）
- 幽浮寶貝（鹿田）
- 週刊故事樂園（日语：週刊ストーリーランド）（男性社員B）
- 大嘴鳥（骷髏船長）

2001年
- 刃牙（烈海王）
- 上班族金太郎（椎名崇）
- 地球少女Arjuna（副官A）
- 動感小子（日语：パラッパラッパー）（帕拉帕的爸爸）
- 厄夜怪客（特里維利安）
- X（八頭司颯姬的父親）

2002年
- 哈姆太郎（派出所警察）

2003年
- 星空防衛隊（新聞官）
- 妮嘉尋親記（拉爾夫）

2004年
- 魁!! 天兵高校（旁白）
- MONSTER（男）
- 鐵人28號 (2004年版)（銀次）

2005年
- 魔法少女加奈（尤萬契奇）
- 星艦駕駛員（卡多·華萊士）
- 機獸創世紀（穆薩）
- 我的太太是魔法少女（丹羽和樹）

2006年
- 火影忍者（2006年—2010年，夜鷹、加梅爾）2系列[系列 3]
- TSUBASA翼（俱摩羅）
- 戀愛天使安琪莉可 ～心覺醒之時～（日语：恋する天使アンジェリーク）（安南）

2007年
- 獵魔戰記（帕里斯司祭）
- 流星洛克人（魔術飛馬）
- Keroro軍曹（Giruru）
- 驅魔少年（黑之教團室長A）
- 賭博默示錄（2007年—2011年，店長、主持人、中年賭客）2系列[系列 4]

2008年
- 秘密 ～The Revelation～（龍宮京也）
- 圖書館戰爭（淵上）
- ONE OUTS（2008年—2009年，秘書、主審）
- 骷髅13 (2008年版)（丹尼）

2009年
- 蒼天航路（文官A）
- 元素高手（2009年 - 2010年，零副總統）
- 青色文學系列「蜘蛛之絲、地獄變」（商人）

2010年
- 棒球大聯盟 6th season（裁判）

2011年
- 丹特麗安的書架（男僕）

2013年
- 迷糊公務員 SERVANT×SERVICE（上司）
- 進擊的巨人（教師）
- 天才黃金腦 ～神之謎（喬）

2016年
- 名偵探柯南 Episode"ONE" 變小的名偵探（出現在酒吧的男子）

2018年
- Fate/EXTRA Last Encore（Berserker[8]／李書文）

2021年
- 蓋特機器人ARC（修瓦爾茲科夫[9]）

### 電影動畫
- 超時空要塞Plus 電影剪輯版（1995年）
- 劇場版 小紅豆（1995年，野山梓的父親〈野山正〉[10]）
- 機動戰艦撫子號 -The prince of darkness-（1998年，草壁春樹）
- The AURORA 海上極光（日语：The AURORA 海のオーロラ）（2000年，原田真人[11]）

### OVA
1986年
- 裝鬼兵MD蓋斯特（日语：装鬼兵MDガイスト）（士兵）

1989年
- 天使夜未眠（日语：アーシアン）（電腦）

1993年
- 超時空世紀歐卡斯02（近衛騎兵上尉）
- 特搜戰車隊DOMINION（日语：ドミニオン (漫画)）

1994年
- 青空少女隊（管制官）
- GATCHAMAN（惡魔黨隊員）
- 新·甜心戰士（怪物）
- 幽幻怪社（隨扈B）

1995年
- Idol Project（日语：アイドルプロジェクト）
- 美少女遊擊隊（日语：美少女遊撃隊バトルスキッパー）（警官B）

1996年
- 斬鬼者覺悟（日语：覚悟のススメ）（衛兵隊長柏特）
- 聖堂教父
- 新海底軍艦（廣播）
- 新破裏拳旋風俠（日语：破裏拳ポリマー）（鬼河原勇）

1997年
- 工業哀歌排球男孩（日语：工業哀歌バレーボーイズ）（吹上）
- 超光速Grandoll（日语：超光速グランドール）（天城浩一）
- 超時空要塞Dynamite 7（巡邏隊隊長）

1998年
- 支配者的黃昏 TWILIGHT OF THE DARK MASTER（日语：支配者の黄昏）（藏座英次）
- 真蓋特機器人 世界最後之日（修瓦爾茲）
- 魔界轉生（由井正雪）

2001年
- 瑪琳與大和 不可思議的星期日（伸彥）

2011年
- 超自然檔案：動畫版（札克·艾文斯）

### 網路動畫
- 格鬥天王：另一天（日语：The King of Fighters: Another Day）（2005年，八神庵）
- Fate/Grand Order 搞不懂的藤丸立香（2023年，李書文、大流士三世、血斧埃里克）1系列 + 特別篇[系列 5]

### 遊戲
1995年
- 格鬥天王系列（1995年—2010年，八神庵／在月裡因大蛇之血發狂的庵／取回火焰的庵）21作品[系列 6]

1996年
- 狂野歷險（札克·梵·希雷茲）

1997年
- 斬鬼者覺悟（日语：覚悟のススメ）（波魯特）
- 真說侍魂 武士道烈傳（桑賽魯瑪伯爵）
- 超光速Grandoll（日语：超光速グランドール）（父親）
- 夢幻模擬戰IV（蘭佛特將軍）

1998年
- 機動戰艦撫子號 The blank of 3years（草壁春樹）
- 茉莉花（警官）
- 秀逗魔導士Royal 2（洛貝魯特）
- 夢幻模擬戰V ～The End of Legend～（蘭佛特）

1999年
- 侍魂新章 ～劍客異聞錄 甦醒的蒼紅之刃～（榊銃士浪）

2000年
- CAPCOM VS. SNK（日语：CAPCOM VS. SNK）系列（2000年—2001年，八神庵／在月裡因大蛇之血發狂的庵）3作品

2001年
- Forget me not -Palette-（日语：パレット (ゲーム)）（西亞諾斯·B·席安）

2002年
- 超級機器人大戰IMPACT（日语：スーパーロボット大戦IMPACT）（草壁春樹）
- 第2次超級機器人大戰α（聯邦軍艦長）

2003年
- SNK VS. CAPCOM SVC CHAOS（日语：SNK VS. CAPCOM SVC CHAOS）（八神庵／在月裡因大蛇之血發狂的庵）
- 大正異聞錄（鴨居俊祐）

2004年
- 超級機器人大戰MX（草壁春樹）
- 超級機器人大戰GC／XO（日语：スーパーロボット大戦GC）（2004年—2006年，吉翁軍士官、格拉道斯軍士官）2作品

2005年
- 戰神 -Ikusagami-（日语：戦神 -いくさがみ-）（上杉謙信）
- 編碼時代指導者 ～繼承者與被繼承者～（日语：コード・エイジ コマンダーズ）（艾爾馮博士／Landscape）
- 超級機器人大戰MX 攜帶版（草壁春樹）
- 第3次超級機器人大戰α 終焉之銀河
- 機獸新世紀鋼鐵衝擊（日语：ゾイドフルメタルクラッシュ）（葛羅里埃）
- NeoGeo Battle Coliseum（日语：ネオジオバトルコロシアム）（八神庵）

2006年
- 銀河天使2 絕對領域之門（日语：ギャラクシーエンジェルII）（莫登）

2007年
- 銀河天使2 無限回廊之鑰（日语：ギャラクシーエンジェルII）（莫登）
- Muv-Luv Alternative Total Eclipse（戰術機開發局部長）
- 洛克人ZX·降臨（玫瑰火花·弗拉瓦洛依特）

2008年
- 龍之子 VS. CAPCOM 英雄交鋒世代（日语：タツノコ VS. CAPCOM）（波利瑪（日语：破裏拳ポリマー））

2009年
- 銀河天使2：永劫回歸之時（日语：ギャラクシーエンジェルII）（莫登·貝格）

2010年
- Fate/EXTRA（Assassin〈李書文〉、Berserker〈呂布奉先〉）

2011年
- 怪盜史庫柏精選（日语：怪盗スライ・クーパー#スライ・クーパー コレクション）（Clockwerk）

2012年
- 阿修羅之怒（陰法師、EXTRA）
- 第2次超級機器人大戰Z 再世篇（修瓦爾茲）
- 人中之龍5 夢 實踐者

2013年
- 超級機器人大戰Operation Extend

2015年
- 超級機器人大戰BX（草壁春樹）
- Fate/Grand Order（2015年—2022年，呂布奉先、大流士三世、血斧埃里克、赫克特、李書文[12]）

2016年
- Fate/EXTELLA（2016年—2018年，呂布奉先[13]、李書文[14]、大流士三世[15]）2作品
- 格鬥天王'98 ULTIMATE MATCH Online（八神庵）

2017年
- 三國志大戰：口袋戰爭（呂布奉先）

2023年
- 超級機器人大戰DD（草壁春樹）
- Fate/Samurai Remnant（Assassin〈李書文〉[16]）

2025年
- Fate/EXTRA Record（李書文、呂布奉先）

### 廣播劇CD
- 青空少女隊（隊員）
- Weiß kreuz Dramatic Collection III Kaleidoscope Memory（君彥）
- 英雄傳說IV 朱紅的淚（巴斯塔）
- 來自遠方 Vol.1（巴拉哥）
- CLAMP學園廣播社（藍晶蘭肖）
- 新機動戰記鋼彈W BLIND TARGET（日语：新機動戦記ガンダムW BLIND TARGET）（拉爾夫·卡特）
- 狂野歷險（札克·梵·希雷茲）
- 魔法提琴手 Vol.1（蜥蜴A）
- 遙遠時空 舞一夜（雅樂頭）
- 八神庵Original Drama 夕陽與月 ～Prologue～（八神庵、內心聲音）
- 出雲傳奇（日语：八雲立つ） 怨殺風陣 廣播劇殺人事件（獄門靈）
- 啟程的冒險者們 Legend of Crystania（日语：クリスタニア）（巴利）

### BLCD
- 葵二葉/紅三葉（招待人員A）
- Ultra Panic（劍持新之助）
- （館野涼）
- （波多野武志）
- TOMOI2（摩根）
- 富士見二丁目交響樂團（桐之院圭）[注 1]
- （多田征一郎）
- 龍微睡（馬克西米利安）

### 外語配音

#### 演員
約翰·科貝特
- 戀上冒牌貨（邁爾斯·泰勒）
- 慾望城市（艾丹·肖）
  - 慾望城市：華麗下半場
- 鬼使神差（約翰·伯韋爾）※DVD版。

#### 電影
- 驚天駭地（英语：3000 Miles to Graceland）（富蘭克林〈波金·伍德賓恩（英语：Bokeem Woodbine）〉）
- 007：雷霆殺機（斯卡平〈派屈克·波查（英语：Patrick Bauchau）〉）※DVD、BD版。
- 威爾史密斯之叱吒風雲（昌西·埃斯克里奇（英语：Chauncey Eskridge）〈喬·莫頓（英语：Joe Morton）〉）
- Asi como habian sido（托馬斯〈馬西莫·吉尼（英语：Massimo Ghini）〉）
- 魔鬼島戰將（德雷克〈麥克·懷特〉）
- 致命女人香（英语：Bad Girls (1994 film)）（奧布雷迪〈尼克·欽倫（英语：Nick Chinlund）〉）※影碟版。
- 終極土匪（英语：Bandits (2001 film)）（達里爾·米勒〈布萊恩·F·歐拜恩（英语：Brían F. O'Byrne）〉）※日本電視台版。
- 越空追擊（英语：Barb Wire (film)）（普瑞澤上校〈史蒂夫·雷爾斯巴克〉）※影碟版。
- 戰火情人（英语：Beyond Borders (film)）（艾略特·豪瑟〈諾亞·埃莫里奇〉）
- 濃情威尼斯（英语：Casanova (2005 film)）
- Charades（英语：Charades (film)）（馬克斯·塔根維爾〈詹姆斯·羅素（英语：James Russo）〉）
- 燃眉追擊（成員2）※影碟版。
- 空中監獄（“娃娃臉”·麥克·奧戴爾〈米凱帝·威廉森〉）※影碟版。
- 割喉島（格拉斯普爾〈史坦·蕭（英语：Stan Shaw）〉）※富士電視台版。
- 異體大反撲（英语：Epoch (film)）（塔瓦上尉〈布萊恩·湯普森〉）
- 搶救大船難（英语：Final Voyage）（亞倫·卡彭特〈迪倫·沃爾什〉）
- 決戰2025（英语：Futuresport）（羅尼·萬斯〈大衛·凱伊（英语：David Kaye (voice actor)）〉）
- 酷斯拉 ※日本電視台版。
- H2O抓鬼節（英语：Halloween H20: 20 Years Later）（羅尼〈LL Cool J〉））
- 致命的敵對（羅伯特·費諾〈托馬斯·克萊舒曼〉）
- 激情意外（英语：I Want You (1998 film)）（鮑勃〈班·丹尼爾斯〉）
- ID4星際終結者（亞歷克斯、總統助手、隨行人員、廣播、記者 等）※影碟版。
- 長路將盡（英语：Iris (2001 film)）（晚年的莫里斯〈蒂莫西·威斯特（英语：Timothy West）〉）
- 征服情海（弗蘭克·庫什曼〈傑瑞·奧康內爾〉）※日本電視台版。
- 金剛 ※朝日電視台新錄製版。
- 桃色追捕令（英语：Kiss the Girls (1997 film)）（凱爾·克雷格〈傑·O·山德斯（英语：Jay O. Sanders）〉）※影碟版。
- 水中的女人（杜里先生〈傑佛瑞·懷特〉）
- 王牌大騙子（傑瑞〈卡利·艾域士〉）
- 美麗人生（魯道夫〈亞美利哥・豐塔尼尼（意大利语：Amerigo Fontani）〉）※影碟版。
- 猛虎出山（英语：Malone (film)） ※東京電視台版。
- 天龍戰警（奇科）※朝日電視台版。
- 極度冒險 ※影碟版。
- 大衛特大號（醫生）
- 聖杯傳說（韋斯頓〈加溫·桑福德（英语：Garwin Sanford）〉）
- 不可能的任務：鬼影行動
- 頭號通緝犯（英语：Most Wanted (1997 film)）
- 外星人報到（英语：My Favorite Martian (film)）
- 綁票通緝令 ※日本電視台版。
- 搶救雷恩大兵（艾德里安·卡帕索二等兵〈馮·迪索〉）※朝日電視台版。
- 辣姐妹（英语：Set It Off (film)）
- 我和吸血鬼有份合約（費立茲·華格納（英语：Fritz Arno Wagner）〈卡利·艾域士〉）
- 新上海灘（許文強〈張國榮〉）
- 魚 ※影碟版。
- 蛇眼（英语：Snake Eyes (1998 film)）（吉爾伯特·鮑威爾〈約翰·赫德〉[17]）※影碟版。
- 兵人（魯布瑞克少尉）※VHS、DVD版。
- 閃靈悍將（格倫〈麥可·帕帕約翰（英语：Michael Papajohn）〉）
- 星艦迷航記VII：日換星移 ※影碟版。
- 星際之門 ※富士電視台版。
- 星河戰隊 ※影碟版。
- 驚逢敵手（英语：Steal Big Steal Little）
- 浩劫妙冤家（邁克爾〈大衛·桑頓（英语：David Thornton (actor)）〉）
- 飆風特警（英语：Texas Rangers (film)）（艾德·西姆斯〈文森·史班諾（英语：Vincent Spano）〉）
- 魔戒系列（哈爾達〈克萊格·帕克〉）
  - 魔戒首部曲：魔戒現身
  - 魔戒二部曲：雙城奇謀
- 美國總統
- 鳥籠 ※影碟版。
- 海盜電波（加文·卡瓦納〈瑞斯·伊凡斯〉）
- 終極保鑣（克萊夫·希利〈納森尼爾·帕克（英语：Nathaniel Parker）〉）※朝日電視台版。
- 轟天雷（英语：The Detonator） ※東京電視台版。
- 冰風暴（喬治·克萊爾〈亨利·科澤尼〉）
- 驚爆內幕（英语：The Insider (film)）（馬克·史登）※影碟版。
- 魔鬼島（英语：The Last Warrior (2000 film)）（普雷斯頓〈道夫·龍格爾〉）
- 精靈傳說（英语：The Magical Legend of the Leprechauns）（阿洛伊修斯·詹蒂〈史蒂芬·摩爾（英语：Stephen Moore (actor)）〉）
- 猛鬼工廠（英语：The Mangler (film)）
- 駭客任務（布朗探員〈保羅·戈達德〉）※影碟版。
- 獵豹行動（英语：The Nest (2002 film)）（喬萬尼〈瓦里歐·馬斯坦德〉）※影碟版。
- 絕地任務（彼得森上將〈約翰·勞克林（英语：John Laughlin (actor)）〉）※日本電視台版。
- 魔鬼專家 ※影碟版。
- 航站情緣（機場員工作）※DVD版。
- 偷天遊戲（海因里希·克努茨霍恩〈馬克·馬戈利斯〉）※富士電視台版。
- 普通嫌疑犯 ※影碟版。
- 這是我父親（英语：This Is My Father）（埃迪·夏普〈約翰·庫薩克〉）
- 魔鬼戰將（格林少校）※朝日電視台版。
- 魔鬼戰將2（大衛·泰瑞林上尉）※朝日電視台版。
- 再造戰士（休伊·泰勒〈約瑟·馬龍〉）※朝日電視台版。
- 天堂夢醒（英语：Vendetta (1999 film)）（D·A·盧森伯格〈愛德華·赫馬恩（英语：Edward Herrmann）〉）
- 天使戰士（盧克〈阿諾德·沃斯洛〉）
- 哈羅德·史密斯外傳（英语：Whatever Happened to Harold Smith?）（彼得·羅賓遜〈史蒂芬·弗萊〉）
- 死亡之旅（佩爾澤探長〈凱伊·蘭特洛特〉）
- 女孩第一名（英语：Where the Heart Is (2000 film)）（福尼·赫爾〈詹姆士·弗萊恩〉）

#### 電視影集
- 白羅神探 艾克洛德命案（英语：The Murder of Roger Ackroyd）（唐納、警官）※NHK版。
- 極速特警（湯姆·克拉尼奇〈勒內·施泰因克（英语：René Steinke）〉）
- 艾莉的異想世界
- 飛越比佛利（格里芬·史通〈卡斯柏·范·狄恩〉）
- 校園超能力狼人（英语：Big Wolf on Campus）（暗黑斯特里凱姆〈約翰·托波〉）
- 布魯克林南區（英语：Brooklyn South）（傑克·洛瑞警官〈泰塔斯·威利弗〉）
- 醫門英傑（英语：Chicago Hope）（旁白）
- CSI犯罪現場：邁阿密（第1季：奈德·桑特、第2季：陶德〈戴倫·布魯諾〉）
- 幽浮檔案（英语：Dark Skies）（菲爾·阿爾巴諾〈康諾·歐法雷爾〉）
- 美女上錯身 (第4季)
- 福爾摩斯與華生 (第3季)（凱文·埃爾佩斯）
- 急診室的春天系列（德懷特·扎德羅〈蒙泰·羅素（英语：Montae Russell）〉、消防員2〈德雷克·史蒂芬·普林斯〉 等）
- 六人行（岡瑟〈詹姆斯·邁克爾·泰勒（英语：James Michael Tyler）〉）
- 反恐危機 (第4季)（喬丹·哈里斯〈亞當·高德利（英语：Adam Godley）〉）
- 執法悍將 (第2季)（福勒）
- 大長今（倭寇判官）
- 我為卿狂（英语：Mad About You）（沃倫·默梅爾曼〈史蒂芬·萊特〉）
- 神經妙探 (第2季)
- 數字搜查線 (第4季)（理查德·泰勒〈達米安·楊（英语：Damian Young）〉）
- 疑犯追蹤（尼古拉斯·唐納利FBI特別搜査官〈布倫南·布朗（英语：Brennan Brown）〉）
- 普羅維登斯 (第2季)（湯米〈邁克·蘭德斯〉）
- 深海巡弋（英语：seaQuest DSV）（舵手卡爾頓〈丹·希爾德布蘭（英语：Dan Hildebrand）〉）
- 銀河前哨（巴雷爾／維德克·巴雷爾〈菲利普·安格利姆（英语：Philip Anglim）〉）[注 2]
- 超自然檔案
- 傲骨之戰（達納韋法官〈庫爾特·富勒（英语：Kurt Fuller）〉）
- 「法」妻（理查德·查塔姆〈博伊德·蓋恩斯（英语：Boyd Gaines）〉、貝爾金、達納韋法官〈庫爾特·富勒〉）
- 甘迺迪家族（英语：The Kennedys (miniseries)）
- 超感警探（第3季：科爾斯律師〈邁克爾·B·西佛（英语：Michael B. Silver）〉、第4季：湯姆·威爾考克斯）
- 太平洋戰爭
- 光頭神探（朱利安·洛〈麥克·傑斯（英语：Michael Jace）〉）
- 維蘭德 (第3季)

#### 動畫
- 阿拉丁（傑瑪迪恩、澤納布）
- 希斯克利夫和卡蒂拉克貓（塔比、奈爾）
- 飛哥與小佛 電影版
- 魔劍奇兵（英语：Quest for Camelot）
- 少年悍將（華普）
- 忍者龜 (東京電視台版)（助手、電腦）
- 丁丁歷險記（安納廣播、站員、利佐特 等）
- 新蝙蝠俠（卡什·坦金森）
- 鄉下人（托馬斯·“湯姆”·杜波依斯）
- 變形金剛系列
  - 變形金剛（天火[18]）※電視未播出集數。
  - 變形金剛再生篇（英语：The Transformers: The Rebirth）（電腦怪傑（日语：クロームドーム）[19]、小滾珠[19]、哥特[19]、巨無霸福特伏特（日语：フォートレスマキシマス）[19]、飛翔[19]）
- 終極蜘蛛人（綠惡魔／諾曼·奧斯朋）
  - 終極蜘蛛人大戰邪惡六人組
- 神偷卡門（希拉里）
- X戰警 (東京電視台版)（西恩·卡西迪／海妖）

### 廣播劇
- NHK-FM 青春冒險（日语：青春アドベンチャー）
  - Sweet Underground（2002年，部下、救助隊）
  - Spirit Ring（2004年，安布羅斯、門衛、羅吉摩士兵、村民）

### 特攝影集
- 電磁戰隊百萬連者（1997年—1998年，扭曲布拉克的聲音）
- 劇場版 假面騎士Agito Project G4（2001年，福米卡·佩德斯的聲音）
- 獸拳戰隊激氣連者（2007年—2008年，五毒拳臨獸毒蛇拳布拉戈的聲音、幻獸三頭犬拳的聲音）
- 侍戰隊真劍者（2009年，牛鬼的聲音）

### 解說
- 筑紫哲也 News23（TBS，1989年10月2日—2008年3月28日）
- NHK人間講座「天才的光榮與挫折～ 數學家列傳～」（NHK綜合，2001年）
- （NHK教育，2003年4月—2008年3月）
- （BS11，2007年12月—2008年）
- （BS-TBS，2010年04月18日—）
- 最後的醫介輔（日语：ニセ医者と呼ばれて 〜沖縄・最後の医介輔〜） 人間戲劇特別篇（日本電視台，2010年12月9日）
- 趣味的園藝（日语：趣味の園芸）（NHK教育，2011年4月—）
- （朝日電視台，2011年3月21日）
- （BS-TBS，2012年4月12日—2013年3月25日）
- （東京電視台，2014年1月1日）
- 歷史頻道 歐洲古城漫遊（BS-TBS）
- （BS日本）
- 『72小時記錄片』「日韓72小時 比較特集」（NHK綜合，2016年4月1日）

### 旁白
- NHK特集（NHK綜合）
- （TBS，1993年—2001年）
- 地球戲劇姓（日语：地球ドラマチック）（NHK総合）
  - 「史前公園」（2006年）
  - 「目標！最強功夫之星」（2007年）
- BS世界的紀錄片（日语：BS世界のドキュメンタリー）（NHK-BS1）
- 世界新聞時間（日语：ワールドニュースアワー）（NHK-BS1）
- 日立 發現世界不可思議的地方！（日语：日立 世界・ふしぎ発見!）（TBS）
- BS漫畫夜話（日语：BSマンガ夜話）（NHK-BS2，第2回）

### 廣播節目
- SUNSTAR MIDNIGHT HARBOUR（日语：MIDNIGHT HARBOUR）（FM802，2011年4月—2012年8月）

### 電影
- 里山（2009年）—口述影像

### 舞台
- 八神庵LIVE！ -ALONE-（1999年，八神庵）

### 柏青哥、角子機
- 修女探索II ～魔劍騎士與白銀之巫女～（虎治）

### 其它
- 《沒有出口的海》導覽DVD/完成電影的熱情之路
- 《HDL自主學習軟體 CQ Endeavor VHDL》的旁白

### 語音導覽
平日展示
- 京都國立博物館 平成館 傑作畫廊
  - 通常版（2014年9月13日—）
  - 初級版（飾 水杉爺爺，2020年12月18日—）

- 元離宮二條城（2015年2月1日—）
- 福岡市博物館（2016年12月1日—）
- 東京國立近代美術館（2007年—）
- 堺市博物館（2019年—）

特別展
- 2006年
  - 羅丹與卡里埃展（國立西洋美術館）—旁白

- 2007年
  - 失落的文明 印加、瑪雅與阿茲特克展（國立科學博物館、神戶市立博物館、岡山數位博物館、福岡市美術館）
  - 用化石講述熱帶海洋展（千葉縣立中央博物館）—旁白

- 2008年
  - 21世紀的偉大發現 黃金文明復興展（北海道立近代美術館、石川縣立美術館，2008年／新潟伊勢丹藝術廳、東京大丸博物館、廣島縣立美術館、靜岡縣立美術館、福岡市博物館，2009年）—旁白

- 2009年
  - 奈良國立博物館 登基20週年紀念 第61回 正倉院展（奈良國立博物館）—初級版本、配音
  - 海底埃及展 從海底升起，古代都市亞歷山卓至寶（PACIFICO橫濱）—旁白

- 2010年
  - 三菱一號館美術館開館紀念展 馬奈與現代巴黎（三菱一號館美術館）—旁白
  - 大昆虫博（江戶東京博物館）—配音
  - 三菱夢想博物館 與岩崎家族和三菱有關的收藏（三菱一號館美術館）—旁白
  - 第62回 正倉院展（奈良國立博物館）—配音
  - 德加展（橫濱美術館）—旁白
  - 康丁斯基與藍色騎士展（三菱一號館美術館，2010年／愛知縣美術館、兵庫縣立美術館、山口縣立美術館，2011年）—旁白

- 2011年
  - 超現實主義展 -以巴黎龐畢度中心的收藏作品-（國立新美術館）—旁白
  - 前往天地 ～三藏法師3萬公里之旅（奈良國立博物館）—旁白
  - 「德·土魯斯-羅特列克」展 三菱一號館博物館收藏品〈II〉（三菱一號館美術館）—作品解說
  - 與夢二一起 川西英收藏紀念展（京都國立近代美術館）—旁白
  - 山種美術館創立45週年紀念特別展 The best of 山種收藏品（山種美術館）—旁白

- 2012年
  - 波士頓美術館 日本美術的至宝（東京國立博物館 平成館、名古屋波士頓美術館，2012年／九州國立博物館、大阪市立美術館，2013年）—旁白
  - 開館30年紀念特別展 南蠻藝術的光影 泰西王侯騎馬圖屏風之謎（神戶市立博物館）—旁白
  - 大艾米塔吉美術館展 世紀之臉 西洋畫400年（國立新美術館、名古屋市美術館、京都市美術館）—旁白
  - 莫瑞泰斯皇家美術館展2012 荷蘭法蘭德斯畫作至寶（東京都美術館、神戶市立博物館）—旁白
  - 瑪麗·安東妮物語展（名古屋市博物館、崇光美術館、愛媛縣美術館，2012年／沖繩縣立博物館 & 美術館、兵庫縣立美術館、岡山市博物館，2013年）—作品解說／旁白
  - 德布西，音樂與藝術 印象派與象徵派之間（普利司通美術館）—旁白
  - 東山魁夷展（北海道立近代美術館、宮城縣美術館）—旁白
  - 國立特列季亞科夫美術館收藏 列賓展（文化村博物館、濱松市美術館，2012年／姬路市立美術館、神奈川縣立近代美術館〈葉山〉，2013年）—旁白
  - 大都會美術館展 大地、海洋、天空4000年的美麗之旅（東京都美術館）—作品解說／旁白

- 2013年
  - 山種美術館 從琳派到日本畫 -和歌的核心、繪畫的核心-（山種美術館）—旁白
  - 特別展覧會 狩野山樂、山雪（京都國立博物館）—作品解說
  - 百花繚乱 -花語、花圖鑑-（山種美術館）—旁白
  - 河合玉堂誕辰140年紀念 -日本的故鄉、日本的心-（山種美術館）—旁白
  - 再興院展100年紀念 速水御舟 -日本藝術學院的精英-（山種美術館）—旁白
  - 聚焦在庫勒-穆勒美術館收藏的作品 超越印象派 -點畫派：從梵谷、秀拉到蒙德里安-（國立新美術館，2013年／廣島縣立美術館、愛知縣美術館、福岡縣立美術館，2014年）—畫家的話
  - 卡耶博特展 -城市印象派-（普利司通美術館）—導航
  - 小林古徑誕辰130年紀念 古徑與土牛（山種美術館）—旁白

- 2014年
  - 大浮世繪展（江戶東京博物館、名古屋市博物館、山口縣立美術館）—旁白
  - 富士山世界文化遺產登錄紀念 富士山、櫻花、春天的花朵（山種美術館）—旁白
  - 開山榮西禪師 800年遠忌 特別展「榮西與建仁寺」（東京國立博物館 平成館）—作品解說
  - 水聲 -從廣重到千住博-（山種美術館）—旁白
  - 大都會美術館 古代埃及展 女王與女神（東京都美術館、神戶市立博物館）—作品解說
  - 閃閃發光的金銀 -從琳派到加山又造-（山種美術館）—旁白
  - 高野山開創1200年紀念 高野山的名寶（三得利ー美術館，2014年／阿倍野HARUKAS美術館，2015年）—作品解說
  - 「光展」（國立科學博物館）—作品解說
  - 逝後15年紀念 東山魁夷與日本的四季（山種美術館）—旁白

- 2015年
  - 花鳥萬花筒 春草 -御舟之花、栖鳳 & 松篁之鳥-（山種美術館）—旁白
  - 羅浮宮美術館展 描繪日常生活 -風俗畫中看到的歐洲繪畫的精髓-（國立新美術館、京都市博物館）—普通版、旁白
  - 上村松園 誕辰140年紀念 松園與才華洋溢的女畫家（山種美術館）—旁白
  - 誕辰130年紀念 前田青邨與日本藝術學院 -大觀、古徑、御舟-（山種美術館）—旁白
  - 克麗奧佩脫拉與埃及王妃展（東京國立博物館 平成館、國立國際美術館） - 作品解説
  - 藏王權現與修驗之秘寶（三井記念美術館）—旁白
  - 琳派400年紀念 琳派與秋天的色彩（山種美術館）—旁白
  - 村上華岳 -京都畫壇的畫家-（山種美術館）—旁白

- 2016年
  - 逝後100年 宮川香山（三得利美術館、大阪市立東洋陶磁美術館、瀨戶市美術館）—旁白
  - 開館50週年紀念特別展 奧村土牛 -100年繪畫史-（山種美術館）—旁白
  - 開館50週年紀念特別展 山種收藏名作I 欣賞江戶畫作 -從岩佐又兵衛到江戶琳派-（山種美術館）—旁白
  - 東山魁夷 自然、人物與城鎮（九州國立博物館 、廣島縣立美術館）—旁白
  - 開館50週年紀念特別展 山種收藏名作II 六位偉大藝術家的浮世繪競演 -春信、清長、歌麿、寫樂、北齋、廣重-（山種美術館）—旁白
  - 「松島 瑞巖寺與伊達政宗」（三井紀念美術館）—旁白
  - 開館50週年紀念特別展 速水御舟的全貌 -日本畫的毀壞與創作-（山種美術館）—旁白
  - 敬啓 雷諾瓦老師 -梅原龍三郎接觸到的西方藝術-（三菱一號館美術館，2016年／阿倍野HARUKAS美術館，2017年）—旁白
  - 開始畫吧！Pail北山的夢想 -莫內、梵谷、畢卡索及大正時代的青年西洋畫家-（和歌山縣立近代美術館）—飾 北山清太郎
  - 國立劇場開場50週年紀念 日本傳統藝能展（三井記念美術館）—旁白
  - 山種收藏名作III 日本畫教科書 京都篇 -從栖鳳、松園到竹喬、平八郎-（山種美術館）—旁白

- 2017年
  - 開館50周年紀念特別展 山種收藏名作IV 日本畫教科書 東京篇 -大観、春草から土牛、魁夷へ-（山種美術館）—旁白
  - 花 ＊ Flower ＊ 華 -從琳派到近代-（山種美術館）—旁白
  - 逝後50年紀念 川端龍子 -超弩級的日本畫-（山種美術館）—旁白
  - 企劃展 上村松園 -美人畫的精華-（山種美術館）—旁白
  - 逝後60年紀念 川合玉堂 -四季、人物、自然-（山種美術館）—旁白
  - 夏卡爾展 三次元的世界 ～從畫布中浮現出來的戀人與動物～（名古屋市美術館，2017年／青森縣立美術館，2018年）—旁白

- 2018年
  - 橫山大觀誕辰150年紀念 -東京畫壇的精英-（山種美術館）—旁白
  - 櫻 SAKURA 2018 -博物館賞櫻花！-（山種美術館）—旁白
  - 人體 -挑戰神秘-（国立科学博物館）—作品解說
  - 琳派 -從俵屋宗達到田中一光-（山種美術館）—旁白
  - 水畫 -廣重的雨、玉堂的清流、土牛的漩渦-（山種美術館）—旁白
  - 「佛像之姿」～微笑、裝飾、舞蹈～（三井記念美術館）—旁白
  - 日本藝術學院創立120年紀念 日本畫的挑戰者 -大觀、春草、古徑、御舟-（山種美術館）—旁白
  - 特別展 與皇室有關的藝術 -裝飾宮殿的日本畫家-（山種美術館）—旁白

- 2019年
  - 山種美術館廣尾開館10週年紀念特別展 奧村土牛誕辰130年紀念（山種美術館）—旁白
  - 土耳其文化年2019 土耳其至寶展 鬱金香的宮殿 托普卡珀之美（國立新美術館、京都國立近代美術館）—作品解說
  - 山種美術館廣尾開館10週年紀念特別展 花、Flower、華 -給四季上色-（山種美術館）—旁白
  - 倉禪林之美「圓覺寺的至寶」（三井記念美術館）—旁白
  - 山種美術館廣尾開館10週年紀念特別展 速水御舟誕辰125年紀念（山種美術館）—旁白
  - 山種美術館廣尾開館10週年紀念特別展 大觀、春草、玉堂、龍子 -日本畫的先驅-（山種美術館）—旁白
  - 茶之湯之銘碗「高麗茶碗」（三井記念美術館）—旁白
  - 山種美術館廣尾開館10週年紀念特別展 東山魁夷的藍色，奧田元宋的紅色 -用色彩詮釋日本畫心-（山種美術館）—旁白

- 2020年
  - 山種美術館廣尾開館10週年紀念特別展 上村松園與美人畫的世界（山種美術館）—旁白
  - 櫻 SAKURA 2020 -博物館賞櫻花！-（山種美術館）—旁白
  - 三菱一號館美術館開館10週年紀念 1894 Visions 雷東、勞特累克展（三菱一號館美術館）—旁白

- 2021年
  - 渡邊省亭 -迷倒歐美的花鳥畫-（東京藝術大學大學美術館）—旁白

- 2023年
  - 聖地 南山城 -連結奈良和京都的祈福至寶-（奈良国立博物館）、淨瑠璃寺九體阿彌陀修復完成紀念 特別展「京都南山城的佛像」（東京展、東京國立博物館 平成館）—作品解說

## 腳註

## 外部連結
- （日語）—WEB THE TELEVISION（日语：ザテレビジョン）
- 安井邦彥 （日語）—KINENOTE
- 安井邦彥 （日語）—oricon
- 安井邦彥 （日語）—MOVIE WALKER PRESS（日语：MOVIE WALKER PRESS）
- 安井邦彥 （日語）—電影.com（日语：映画.com）
- 安井邦彥 （日語）—allcinema（日语：allcinema）
- 日本電影數據庫（JMDb）上安井邦彥的資料（日語）